# Ion Bîrlădeanu
Ion Bîrlădeanu (Cosmești, 1º agosto 1958) è un ex canoista rumeno.

## Palmarès

### Olimpiadi
- 1 medaglia:
  - 1 bronzo (Mosca 1980 nel K-1 1000 m)

### Mondiali
- 7 medaglie:
  - 1 oro (Duisburg 1979 nel K-2 10000 m)
  - 5 argenti (Belgrado 1978 nel K-2 500 m; Belgrado 1978 nel K-4 1000 m; Duisburg 1979 nel K-1 1000 m; Nottingham 1981 nel K-1 500 m; Nottingham 1981 nel K-1 1000 m)
  - 1 bronzo (Nottingham 1981 nel K-2 10000 m)